# Manufactures nationales - Sèvres & Mobilier national

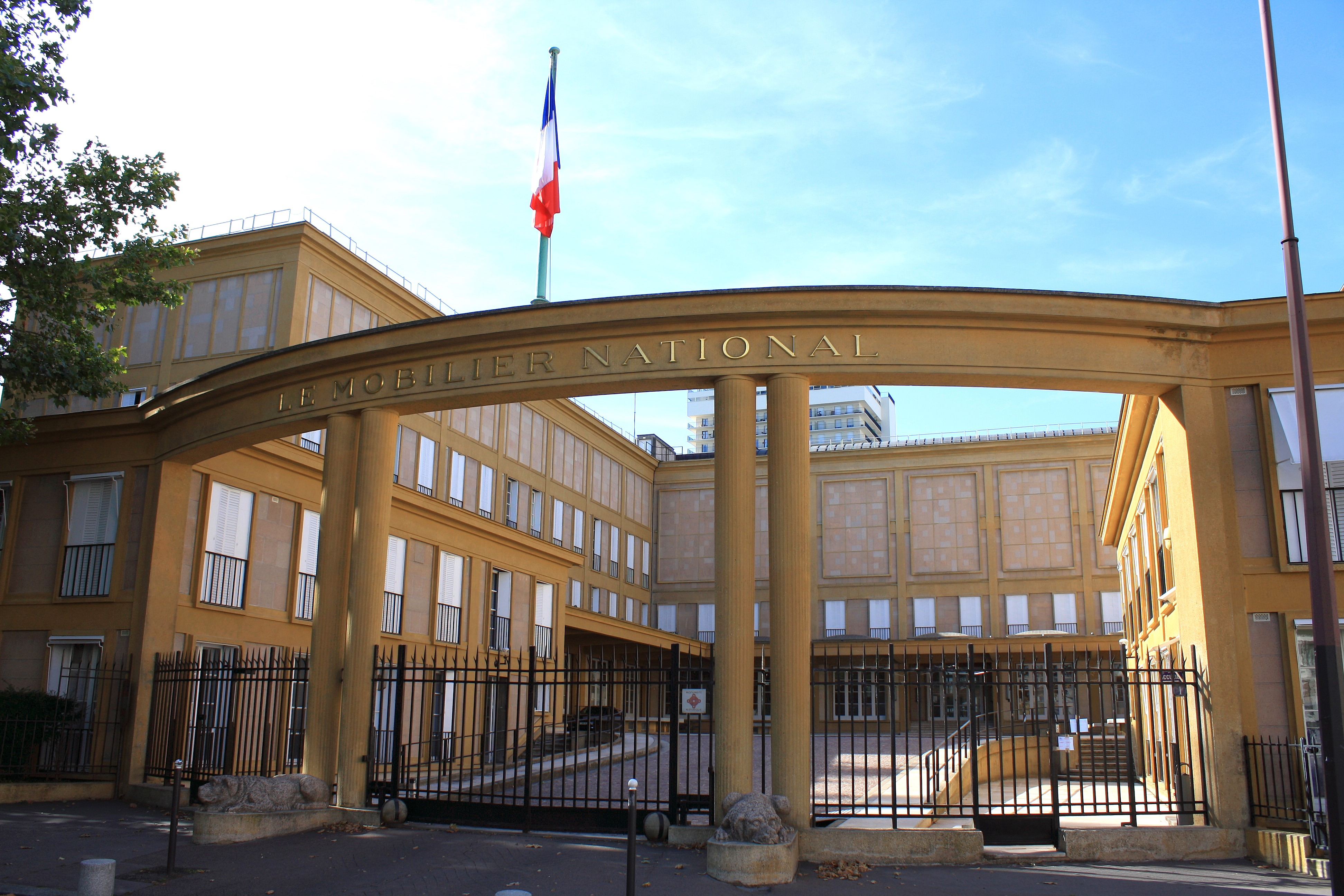
Siège du Mobilier national

Le Mobilier national - Musée national de céramique - Musée national Adrien Dubouché - Manufactures nationales de Sèvres, des Gobelins, de Beauvais et de la Savonnerie - Atelier de recherche et de création - Ateliers de dentelles d'Alençon et du Puy-en-Velay, ou dans sa version courte Manufactures nationales – Sèvres & Mobilier national, est un établissement public national à caractère administratif fondé le 1er janvier 2025. Il regroupe le Mobilier national, les manufactures textiles et ateliers-conservatoires associés, ainsi que la Cité de la céramique - Sèvres et Limoges. Il est sous tutelle du ministère de la Culture, et est l'opérateur public en matière de politique culturelle en faveur des métiers d'art, du design et des arts décoratifs.
L'établissement public est dirigé par Hervé Lemoine, qui en est le président.

## Établissements inclus
L’établissement est issu de la réunion de deux entités préexistantes :
- Le Mobilier national (établissement public depuis le 1er janvier 2022[3]), qui regroupait les manufactures textiles des Gobelins, de Beauvais, de la Savonnerie, ainsi que les ateliers de restauration du Mobilier national, et les ateliers de dentelle du Puy-en-Velay et d'Alençon.
- La Cité de la céramique - Sèvres & Limoges (établissement public depuis le 1er janvier 2010[4]), qui réunissait le Musée national de céramique de Sèvres, le Musée national Adrien Dubouché de Limoges et la Manufacture nationale de Sèvres.

Il est donc composé de :
- Le Mobilier national, à Paris et Aubusson
- Le musée national de Céramique à Sèvres
- Le musée national Adrien Dubouché à Limoges, ayant trait à la céramique
- Les manufactures nationales
  - La Manufacture nationale de Sèvres (céramique)
  - La Manufacture nationale des Gobelins (tapisserie de haute-lisse) et son Atelier de teinture et nuancier, à Paris
  - La Manufacture nationale de Beauvais (tapisserie de basse-lisse), à Paris et Beauvais
  - La Manufacture nationale de la Savonnerie (tapis de haute-lisse), à Paris et Lodève
- Les Ateliers-conservatoires de dentelles
  - L'atelier de dentelle d'Alençon
  - L'atelier de dentelle du Puy-en-Velay
- L'Atelier de recherche et de création du Mobilier national

## Missions
L'établissement public Manufactures nationales a pour missions :
- de créer et produire pour le compte de l'Etat des œuvres de céramique, d'art textile et de mobilier ;
- d'assurer le décor et l'ameublement des dépositaires et attributaires définis par le code du patrimoine et les articles 30 et 31 du présent décret et dans les conditions prévues par ces dispositions ;
- de produire, au moyen des savoir-faire de l'établissement, des œuvres de céramique, pour les vendre au public, et d'établir des partenariats éditoriaux dans le domaine des arts décoratifs et du design ;
- d'assurer, pour le compte de l'Etat, la garde des biens inscrits aux inventaires des collections du Mobilier national, de la Manufacture nationale de Sèvres, du Musée national de céramique de Sèvres, du Musée national Adrien Dubouché à Limoges et des fonds documentaires associés, ainsi que leur conservation, leur restauration, leur récolement, leur enrichissement et leur étude par les personnels de l'établissement et la communauté scientifique ;
- de mettre en valeur son patrimoine matériel et immatériel, par une politique culturelle et d'accueil du public, reposant notamment sur l'exposition, le prêt et le dépôt des œuvres ainsi que sur des actions de médiation, d'éducation et de diffusion visant à assurer l'égal accès de tous à la culture ;
- de perpétuer, étudier, transmettre et développer les techniques traditionnelles des savoirs et des savoir-faire liés à la restauration, à la conservation, à la fabrication, à la création contemporaine et au design, notamment en participant aux recherches permettant de mettre au point de nouvelles techniques, de nouveaux savoir-faire et de nouveaux matériaux, ainsi qu'en assurant la formation initiale et professionnelle, en particulier en apprentissage, dans le domaine des arts décoratifs.

## Historique

### Le Mobilier national et l'Atelier de recherche et de création

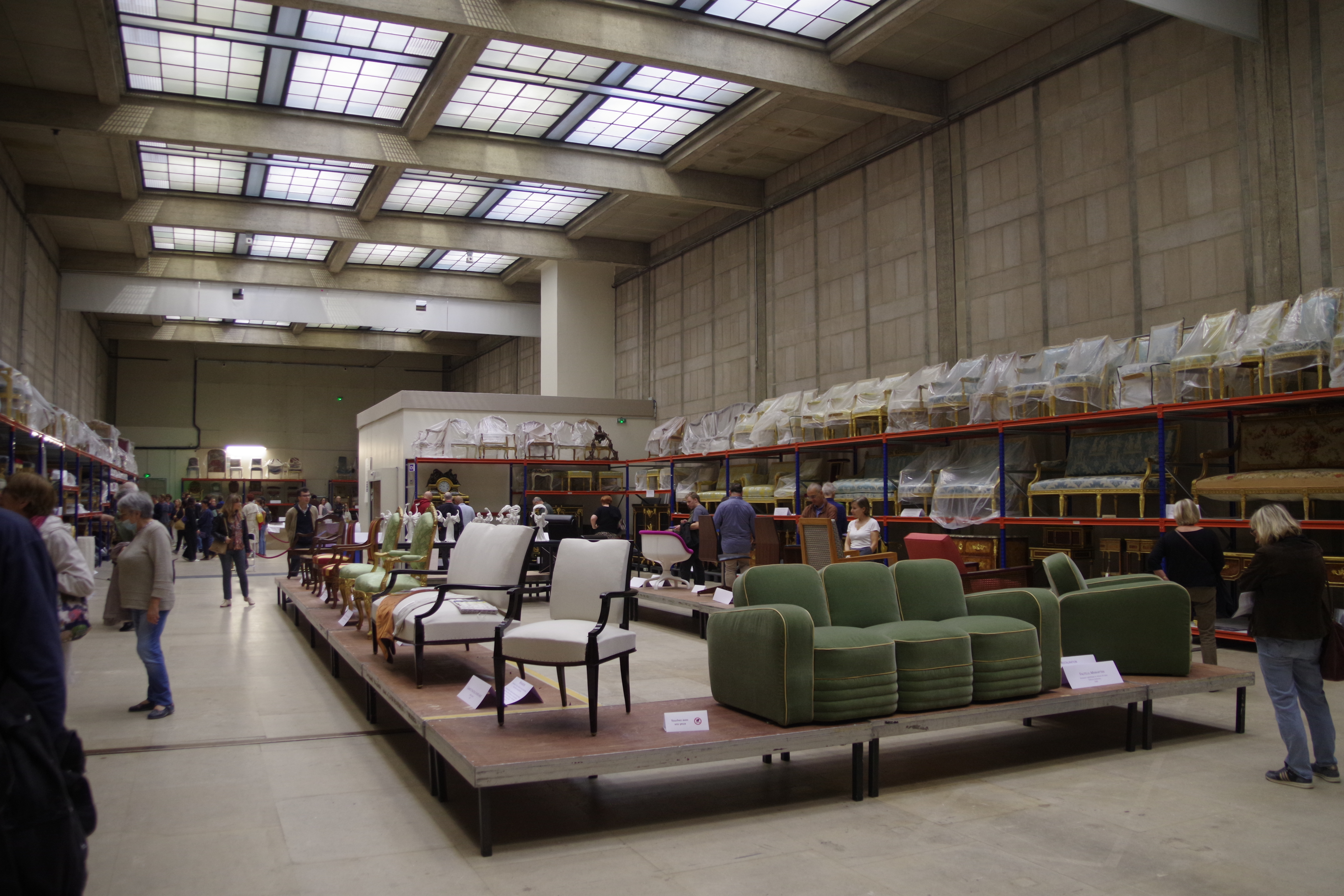
Réserves du Mobilier national

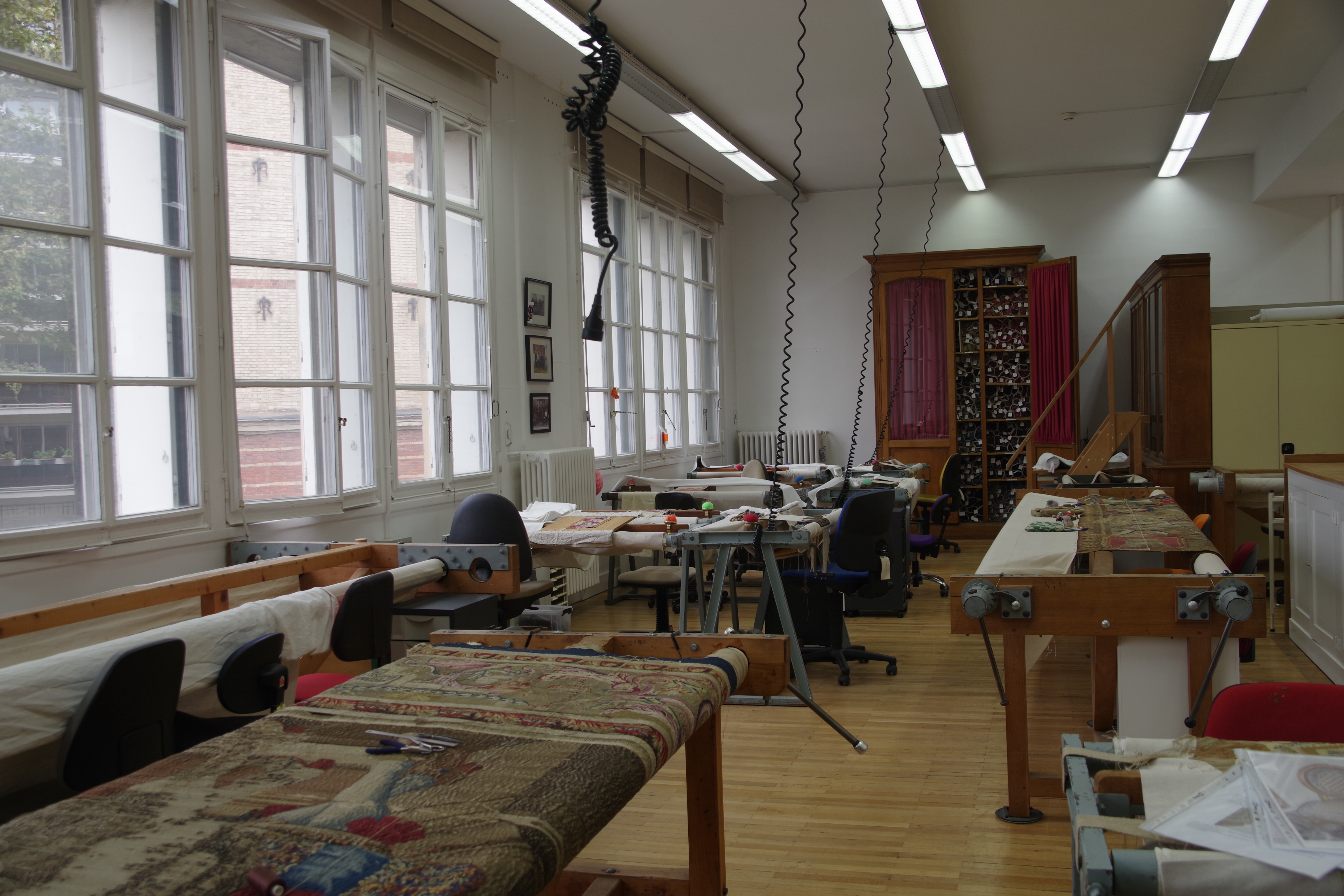
Atelier de restauration de tapisseries du Mobilier national à Paris

Le Garde-Meuble royal a été fondé en 1604 par Henri IV, avant de devenir Garde-Meuble de la couronne par Colbert en 1663, sous Louis XIV. Il perdurera ensuite, avec quelques changements de noms, et une période de suppression durant la Révolution française, jusqu'en 1870. Lors de la chute du Second Empire, il est définitivement renommé Mobilier national. Sous l'Ancien Régime, le Garde-meuble de la couronne s'installe place de la Concorde, dans l'actuel hôtel de la Marine, construit pour lui. C'est dans cet hôtel que sera commis le vol des diamants de la couronne en 1792. En 1852, il s'installe quai d'Orsay (actuels terrains du musée du Quai Branly). En prévision de l'Exposition universelle de 1937, il déménage en 1935 dans un nouveau bâtiment construit par Auguste Perret dans les jardins de la manufacture des Gobelins. Ce rapprochement géographique avec les manufactures textiles se conjugue avec le rapprochement administratif débuté un an plus tôt avec la manufacture de Beauvais. Ainsi, en 1937, le Mobilier national est également rattaché aux manufactures des Gobelins et de la Savonnerie.
Afin de faciliter la conception d'un mobilier moderne par le Mobilier national, le ministre Andrée Malraux et l'administrateur Jean Coural fondent en 1964 en son sein l'ARC (Atelier de Recherche et de Création).
Depuis, les trois éléments constitutifs du Mobilier national, les réserves, les ateliers de restauration (tapisseries, tapis, tapisserie d'ameublement, tapisserie de décors, menuiserie en sièges, ébénisterie, lustrerie-bronze), et l'ARC, sont situés au sein du bâtiment Perret à Paris. Cependant, en 1991 une partie de l'atelier de restauration tapisserie est délocalisée à Aubusson, dans la cité international de la tapisserie, où la tapisserie est une pratique inscrite au patrimoine culturel immatériel de l'humanité en 2009.

### Les manufactures de tapisseries et tapis, des Gobelins, de Beauvais et de la Savonnerie

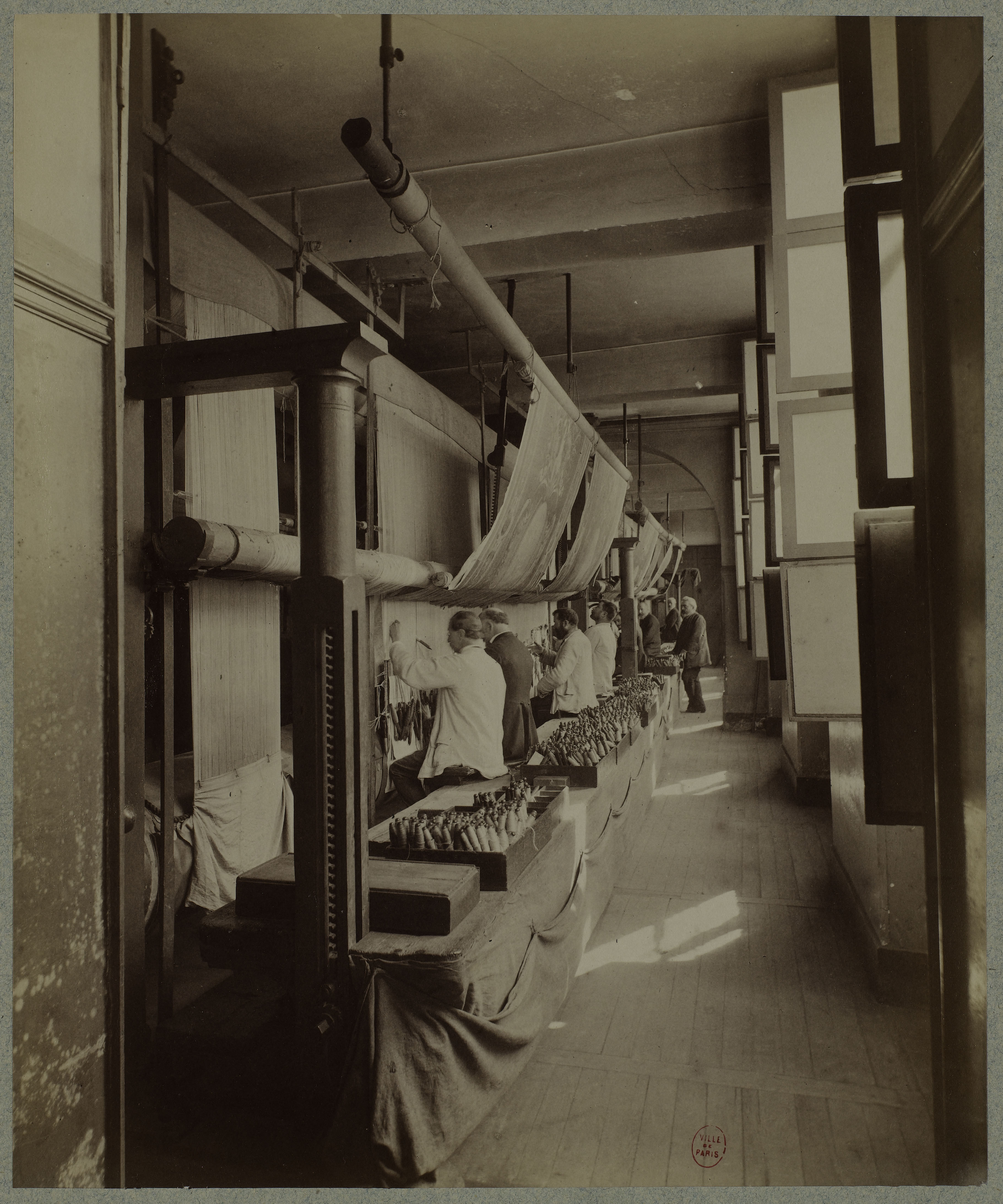
Atelier de tissage de la Manufacture des Gobelins

Le nom de Gobelins est hérité de Jehan Gobelin qui a fondé sa teinturerie en 1447 sur les bords de la Bièvre. Les premiers tapissiers, flamands, Marc de Comans et François de La Planche, ont été installés en 1601 par Henri IV dans le quartier des Gobelins afin d'éviter l'importation coûteuse de tapisseries. La manufacture royale des Gobelins est fondée par Louis XIV et Colbert en 1667 par regroupement de teintureries dans l'enclos des Gobelins, sous l'autorité du surintendant des bâtiments Charles Le Brun. La manufacture, produisant des tapisseries de haute-lisse et de basse-lisse, ainsi que du mobilier et de l'orfèvrerie, est réservée à l'ameublement des maisons royales et aux présents diplomatiques. À partir de 1699 la manufacture se spécialise dans la production de tapisseries. Un atelier de teinture est installé en son sein en 1665.
La manufacture de Beauvais est fondée à Beauvais, à proximité de la route de Paris, par Colbert en 1664. Contrairement à la manufacture des Gobelins, son objectif est de produire des tapisseries destinées à une clientèle privée et de concurrencer les productions des Flandres. La manufacture y possède également un atelier de teinture. À partir de 1825, les métiers de basse-lisse des Gobelins sont envoyés à Beauvais. Dès lors, les Gobelins sont spécialisés en tapisseries de haute-lisse, tandis que Beauvais est spécialisé en tapisseries de basse-lisse.

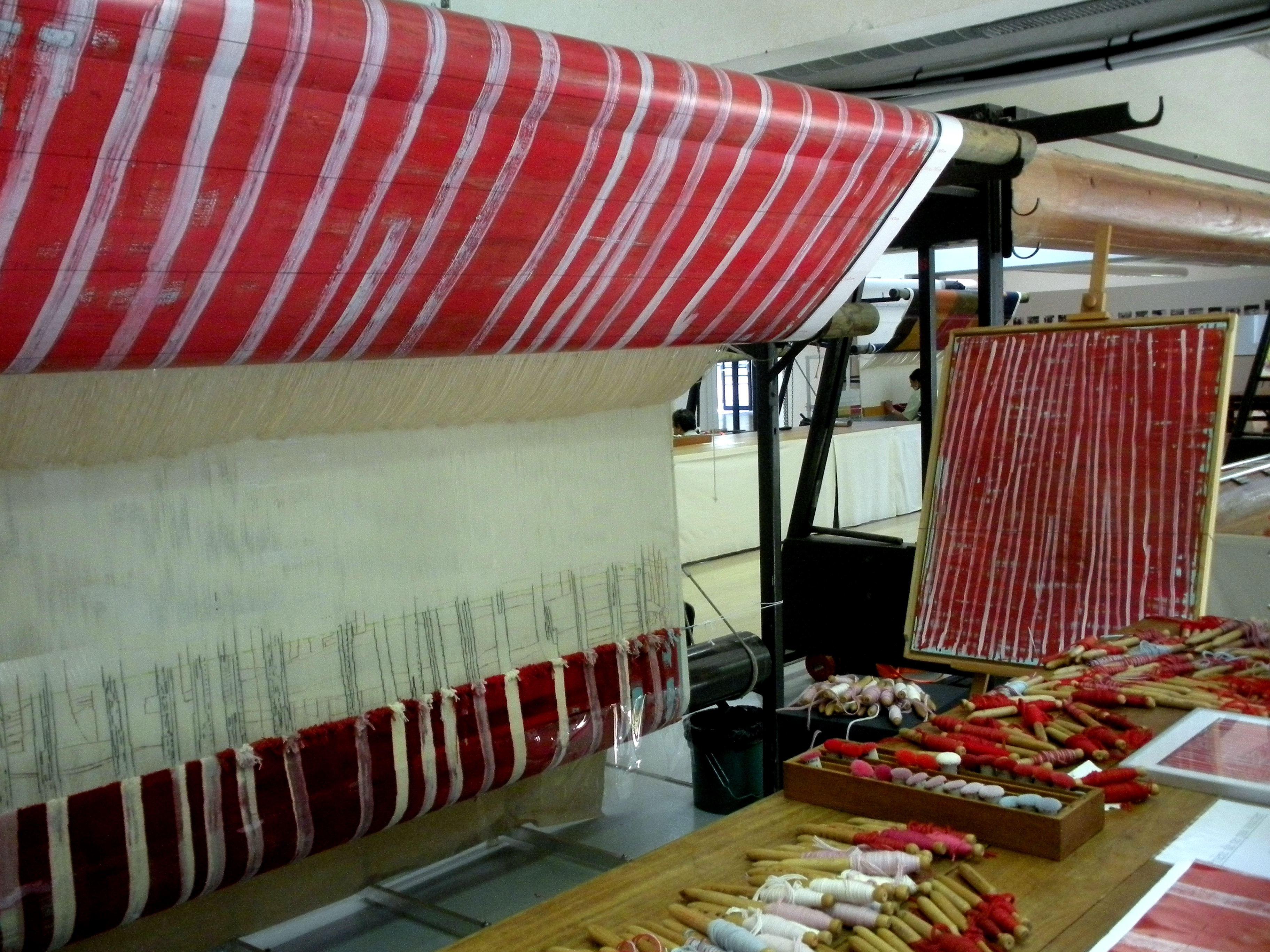
Atelier de tissage de la Savonnerie à Lodève

Une première manufacture de tapis, « façon de Perse et Levant », est fondée par Henri IV dans les galeries du Louvre. La manufacture, devenue royale en 1627, est installée par Louis XIII dans une ancienne fabrique de savon, donnant son nom à la manufacture de la Savonnerie, au pied de la colline de Chaillot, à Paris. En 1663, elle est placée par Colbert, comme les Gobelins, sous la direction de Charles le Brun, et la production est réservée au roi. En 1825, la manufacture de la Savonnerie est rattachée à la manufacture des Gobelins, par Charles X, et y déménage l'année suivante.
La manufacture de Beauvais est rattachée à l'administration du Mobilier national en 1936, tandis que celles des Gobelins et de la Savonnerie le sont en 1937 lorsqu'il déménage à proximité. En 1940, les bâtiments historiques de Beauvais sont détruits, la manufacture de Beauvais s'installe alors à Paris, dans l'enclos des Gobelins. En 1989, une partie des métiers de basse-lisse sont déménagés dans les anciens abattoirs municipaux de Beauvais. En 1964, un atelier de tissage de tapis est créé à Lodève, et rattaché au Mobilier national l'année suivante, puis installé dans des bâtiments neufs en 1989. Dès lors, les trois manufactures textiles et l'atelier de teinture sont rattachés au Mobilier national, et situés dans l'enclos des Gobelins à Paris, avec un atelier supplémentaire de la manufacture de Beauvais à Beauvais et un atelier supplémentaire de la manufacture de la Savonnerie à Lodève.

### Les ateliers-conservatoires de dentelles d'Alençon et du Puy

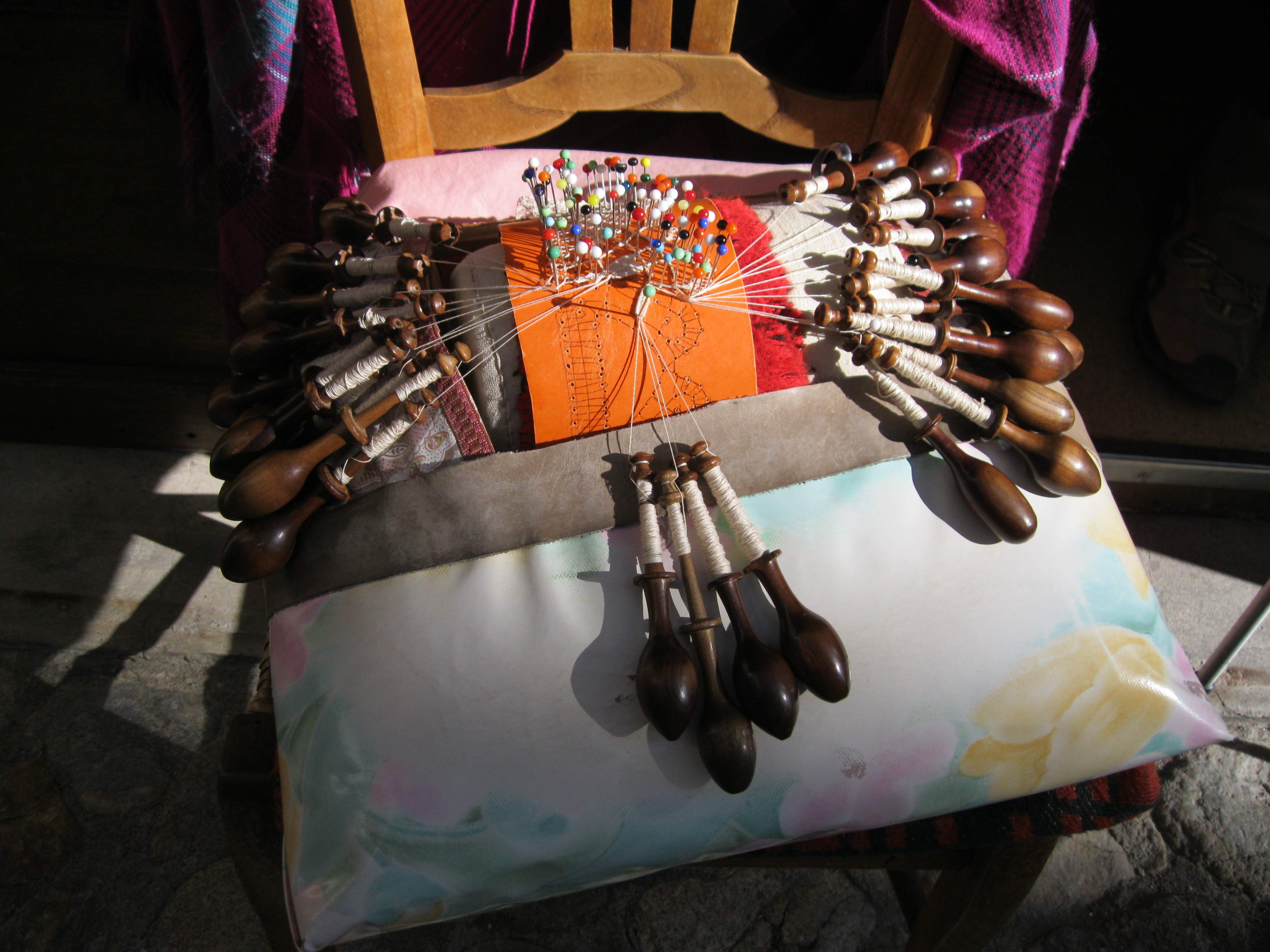
Dentelle du Puy

Les deux ateliers-conservatoires de dentelles sont fondés en 1976 par Valéry Giscard d'Estaing, et rattachés au Mobilier national (auquel étaient déjà rattachées les manufactures textiles), et ont pour principale mission de préserver ces savoir-faire de dentelles à l'aiguille et au fuseau.
À Alençon, Colbert fonde en 1665 la Manufacture royale du Point de France, cependant les dentellières ne résistent pas à l'arrivée de la dentelle mécanique au cours du 19ème siècle. En 1903 la chambre de commerce et d'industrie d'Alençon fonde une école dentellière pour préserver ce savoir-faire local. Cette école est dirigée par l'Association de la Dentelle au Point d’Alençon depuis 1965 jusqu'à la fondation de l'atelier-conservatoire en 1976. En 2010, la dentelle au point d'Alençon est inscrite au patrimoine culturel immatériel de l'humanité.
Au Puy-en-Velay, la dentelle au fuseau est pratiquée depuis le XVIIème siècle avant d'être concurrencée par la dentelle mécanique. Afin de soutenir ce savoir-faire, la chambre syndicale du Puy fonde, en 1910, l'école "la dentelle au foyer". En 1942, Johannès Chaleyé fonde un "conservatoire de la dentelle" qui perdure jusqu'à sa mort en 1960. Il faut attendre 1974 pour voir la reprise d'un "nouveau conservatoire de la dentelle à la main", désormais Centre d'Enseignement de la Dentelle au Fuseau, auquel l'état attachera un atelier d'état afin d'assurer un emplois pour les dentellières, donnant naissance à l'atelier-conservatoire en 1976.

### La manufacture de céramique de Sèvres, et les musées de Sèvres et Limoges

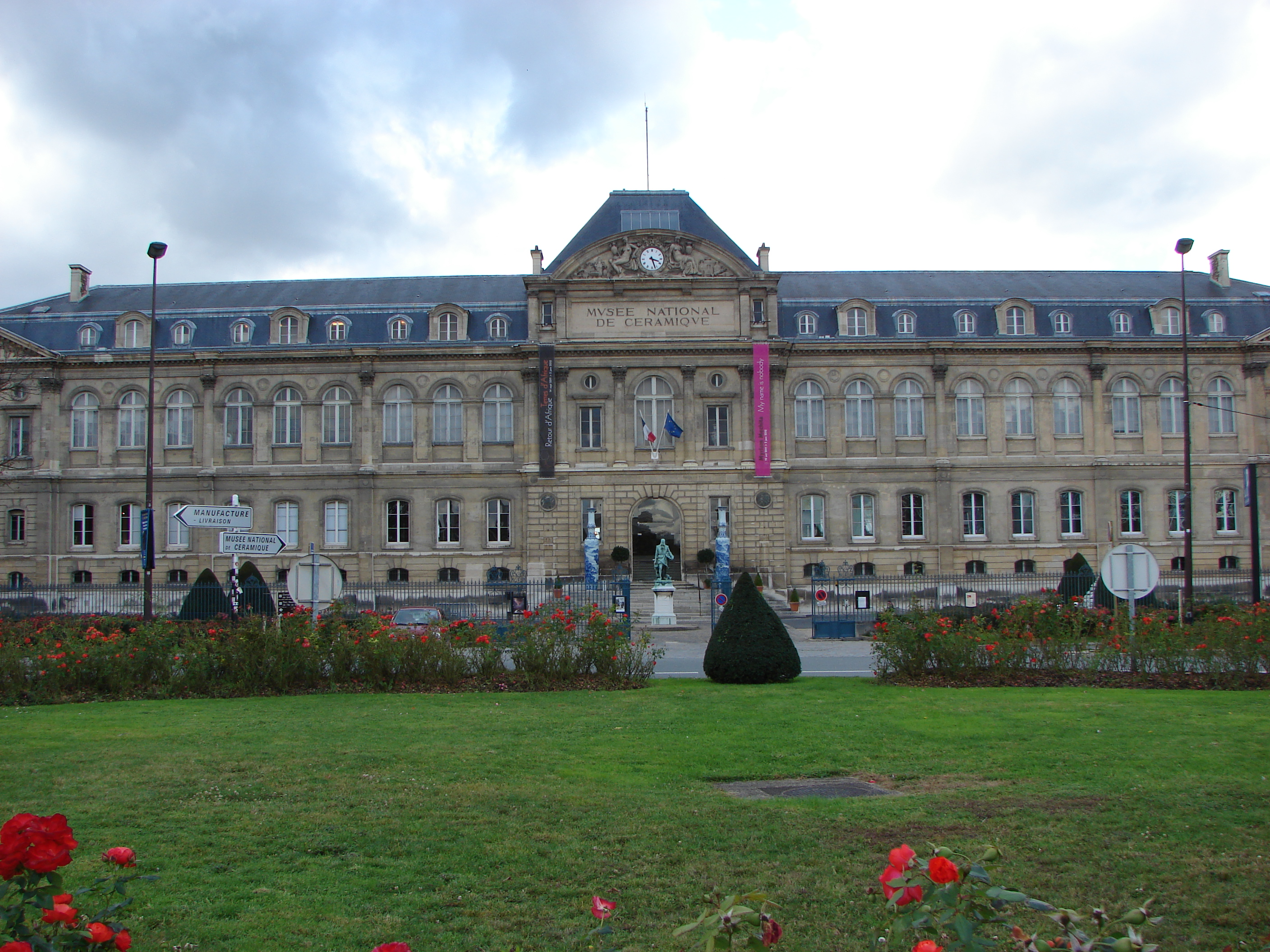
Musée de Sèvres

En 1740, la manufacture de Vincennes est fondée dans le château de Vincennes, sous Louis XV et Madame de Pompadour, afin de concurrencer les productions étrangères (Chine, Meissen, Delft), et reçoit le privilège royal cinq ans plus tard. En 1756, la manufacture déménage à Sèvres, dans l'actuel bâtiment de France Éducation international, avant de devenir manufacture royale en 1760. En 1768, le premier gisement de kaolin, nécessaire à la production de porcelaine dure, est découvert à Limoges, où se développera ensuite la production de porcelaine de Limoges. En 1802, Alexandre Brongniart initie une collection qui mènera à l'ouverture du musée "céramique et vitrique" en 1824. La manufacture et le musée déménagent en 1876 dans de nouveaux bâtiments désenclavé du parc de Saint-Cloud, sur des terrains cédés à la commune de Sèvres afin de conserver le nom réputé de la manufacture.

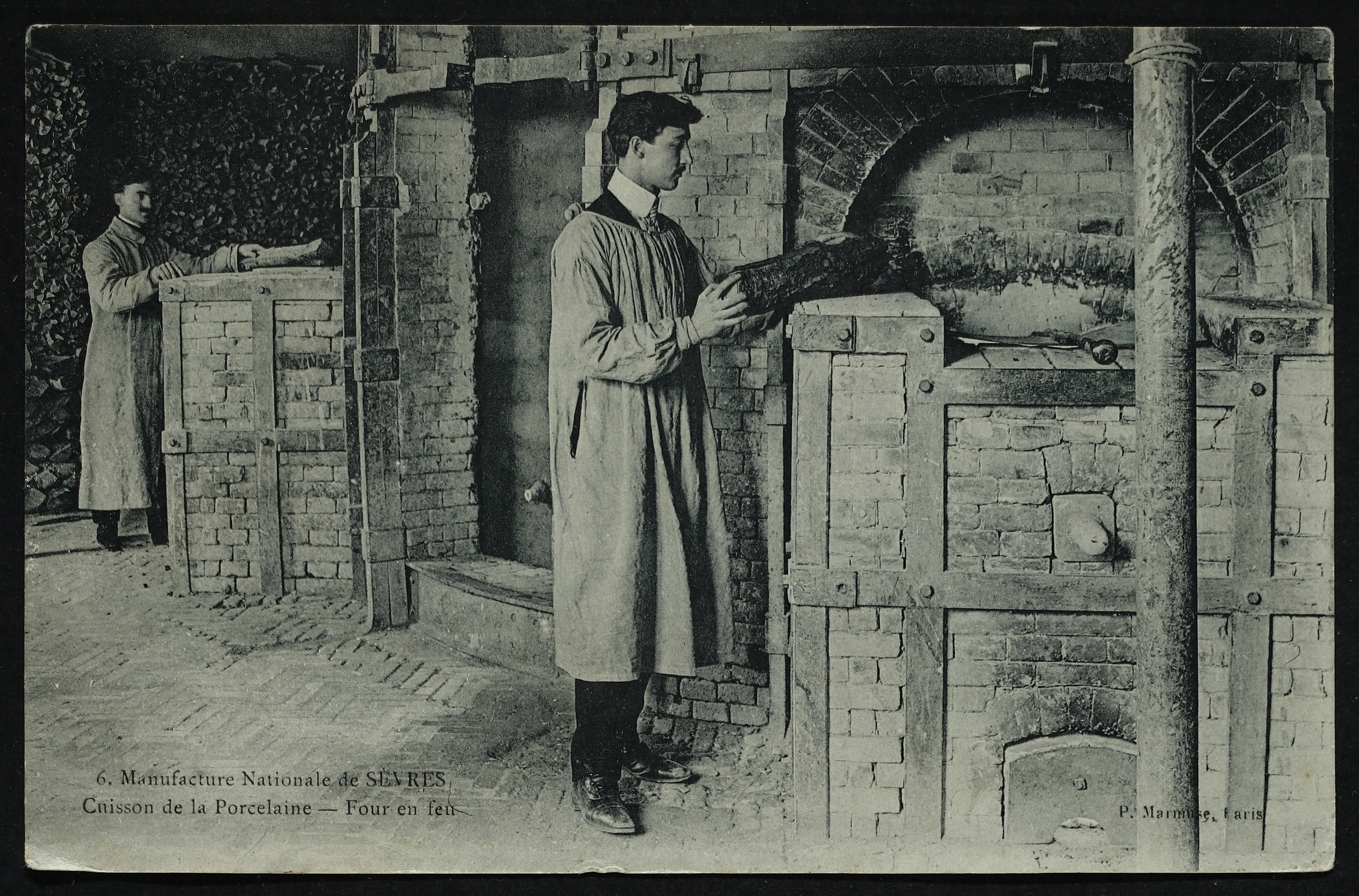
Manufacture de Sèvres

À Limoges, le préfet de la Haute-Vienne fonde un musée en 1845, situé dans la préfecture. Le musée est dirigé bénévolement par Adrien Dubouché à partir de 1865, qu'il dote d'une collection de céramique. Il offre notamment la collection d'Albert Jacquemart à la ville de Limoges, qui nomme alors le musée de son nom. Le musée est nationalisé en 1881 et devient ainsi le musée national Adrien-Dubouché. Le nouveau bâtiment du musée est construit en 1900 et rénové en 2012.

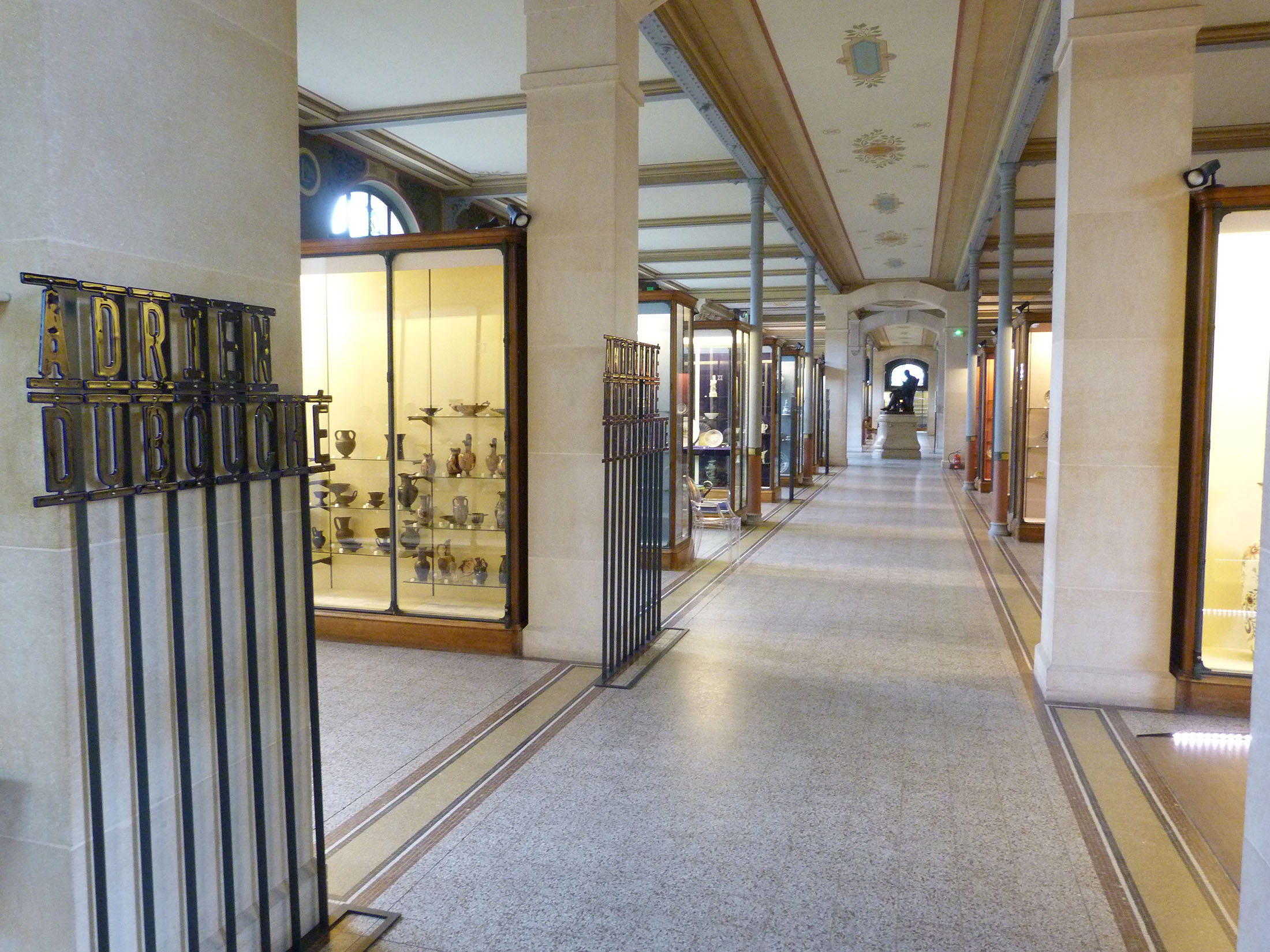
Musée Adrien-Dubouché

En 1934, le musée de Sèvres est rattaché au musée du Louvre, devenant ainsi musée national, mais les collections sont fortement impactées par la Seconde Guerre mondiale. En 1986, la manufacture de Sèvres devient membre du Comité Colbert. La manufacture et le musée sont rattachés, en 2010, en un établissement administratif unique, la Cité de la céramique, rejoint en 2012 par le Musée national Adrien-Dubouché. La manufacture se voit attribuer le label « Entreprise du Patrimoine Vivant » en 2012.

### Le nouvel établissement public depuis 2025
Le décret no 2024-1219 du 27 décembre 2024 fonde le nouvel établissement à partir du 1er janvier 2025 en fusionnant de fait les deux établissements publics "Mobilier national - Manufactures nationales des Gobelins, de Beauvais et de la Savonnerie - Ateliers-conservatoires d'Alençon et du Puy-en-Velay" et "Cité de la Céramique - Sèvres et Limoges". Ce nouvel établissement regroupe ainsi, en plus du Mobilier national, l'ensemble des manufactures nationales (textile et céramique), ainsi que deux musées de céramique. Il se répartit entre les sites de Paris (aux Gobelins), Sèvres, Limoges, Beauvais, Lodève, et Aubusson. La fondation était envisagé depuis 2023 afin de promouvoir les métiers d'arts, et pose question quant à la gestion des agents et au soutien des métiers d'art.

## Gouvernance
L’établissement public est présidé par Hervé Lemoine.

## Budget et ressources
Le budget 2025 des Manufactures nationales s'élève à 51 millions d’euros, répartis comme suit :
- 29 millions d’euros pour les effectifs ;
- 16 millions d’euros pour le fonctionnement ;
- 6 millions d’euros pour l’investissement.

Le ministère de la Culture a augmenté la dotation allouée à l’établissement de 5 millions d’euros supplémentaires en 2025, pour accompagner ses nouvelles missions. Ce premier budget 2025 est considéré comme une "force de frappe" pour la France.